# اتوبوس برقی

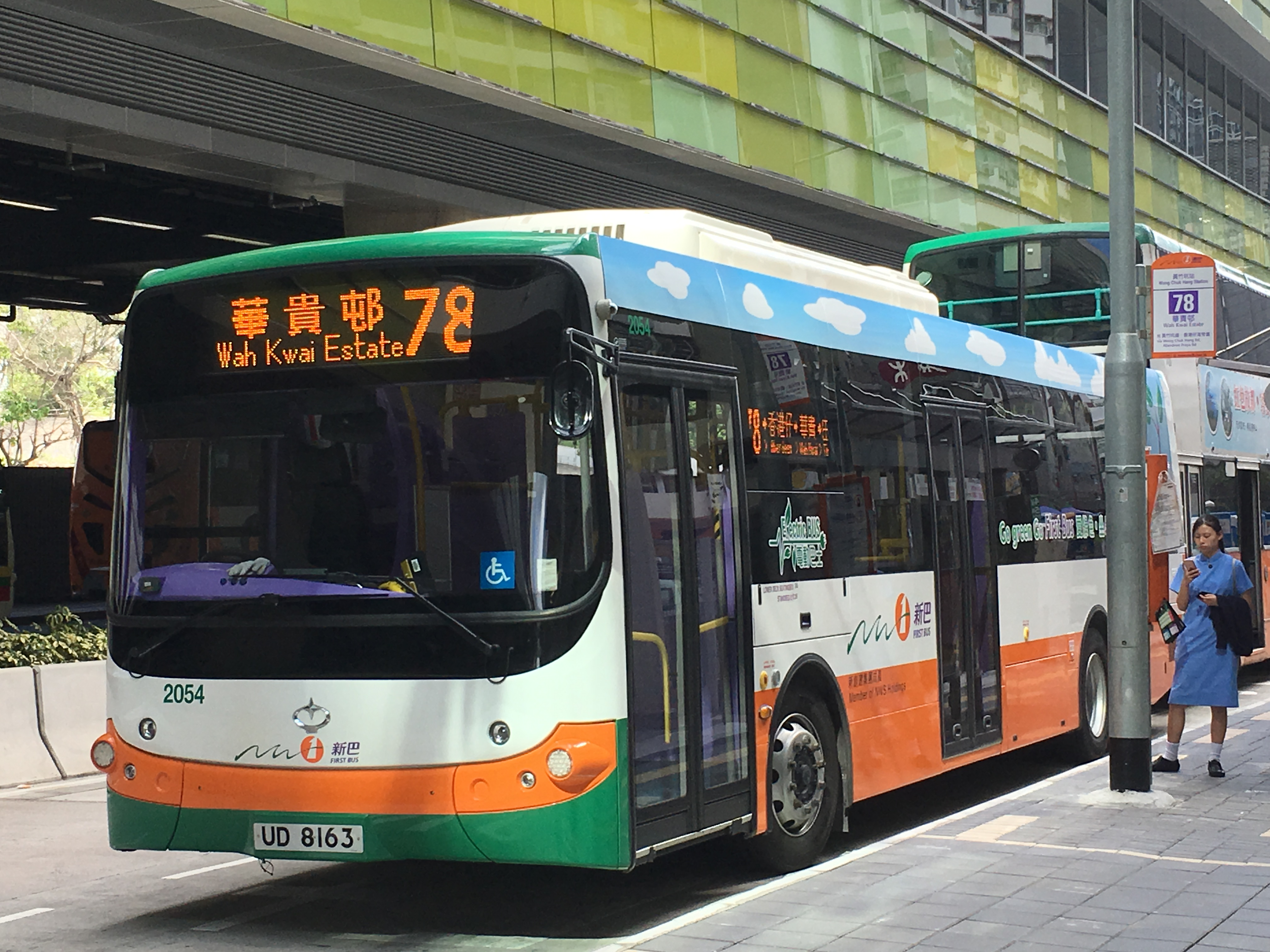
یک اتوبوس برقی باتری دار در هونگ کنگ.

اتوبوس برقی (به انگلیسی: Electric bus) اتوبوسی است که با برق کار می‌کند. اتوبوس‌های برقی می‌توانند برق مورد نیاز خود را ذخیره و مصرف کنند یا می‌توانند آن را به‌طور مداوم از یک منبع خارجی تأمین کنند. اتوبوس‌های ذخیره کننده برق عمدتاً اتوبوس‌های برقی باتری دار هستند که در آنها موتور الکتریکی از یک باتری روی اتوبوس انرژی به دست می‌آورد، اگرچه نمونه‌هایی از حالت‌های ذخیره‌سازی دیگر مانند ژیروبوس (Gyrobus) نیز وجود دارد که از ذخیره انرژی در فلایویل استفاده می‌کند. هنگامی که برق در اتوبوس ذخیره نمی‌شود، از طریق تماس با منابع برق خارجی تأمین می‌شود. برای مثال از خطوط برق هوایی، در اتوبوس ترولی‌ها، یا از تغذیه برق هم سطح در اتوبوس‌های آنلاین.